# Rodan
Rodan je izmišljeno čudovište ili kaiju koji se prvi put pojavio kao naslovni lik „Rodan” Išira Honde iz 1965. godine.

## Filmovi
Rodan se pojavljivao u filmovima:
```
Rodan (1956)
```

Valley of the Dragons (1961, stock footage cameo)
Ghidorah, the Three-Headed Monster (1964)
Invasion of Astro-Monster (1965)
Destroy All Monsters (1968)
Godzilla vs. Gigan (1972, stock footage cameo)
Godzilla vs. Megalon (1973, stock footage cameo)
Terror of Mechagodzilla (1975, stock footage cameo)
Godzilla vs. Mechagodzilla II (1993)
Godzilla: Final Wars (2004)
Godzilla: Planet of the Monsters (2017, skeleton corpse)
Godzilla: King of the Monsters (2019)

## Video igre
Rodan se pojavljivao i u video igrama. A te video igre su:
Godzilla / Godzilla-Kun: Kaijuu Daikessen (Game Boy - 1990)
Circus Caper (NES - 1990)
Godzilla 2: War of the Monsters (NES - 1991)
Battle Soccer: Field no Hasha (SNES - 1992)
Kaijū-ō Godzilla / King of the Monsters, Godzilla (Game Boy - 1993)
Godzilla: Battle Legends (Turbo Duo - 1993)
Godzilla Giant Monster March (Game Gear - 1995)
Godzilla Trading Battle (PlayStation - 1998)
Godzilla: Destroy All Monsters Melee (GCN, Xbox - 2002/2003)
Godzilla: Domination! (GBA - 2002)
Godzilla: Save the Earth (Xbox, PS2 - 2004)
Godzilla: Unleashed (Wii - 2007)
Godzilla Unleashed: Double Smash (NDS - 2007)
Godzilla: Unleashed (PS2 - 2007)
Godzilla: The Game (PS3/PS4 - 2015)
Godzilla Defense Force (2019)

## Galerija
- Scena iz filma „Rodan” iz 1965. godine
- Rodan na jednom filmskom posteru